# Ochotniczy Pułk SS Varjag
Ochotniczy Pułk SS „Varjag” (niem. Freiwillige SS-Sonder-Regiment „Varjag” lub „Waräger”) – ochotnicza kolaboracyjna jednostka wojskowa SS złożona z Rosjan podczas II wojny światowej.
W marcu 1942 w Belgradzie Niemcy rozpoczęli formowanie ochotniczego batalionu piechoty złożonego z Rosjan – białych emigrantów i jeńców wojennych z Armii Czerwonej. Liczył on ok. 600 ludzi. Na jego czele stanął kpt. Michaił A. Siemionow, który dostał stopień SS-Hauptsturmführera. Oddział był jednostką SS, zaś pod względem operacyjnym podlegał Wehrmachtowi. Nie został wysłany na front wschodni, jak pierwotnie planowano, ale w sierpniu 1942 r. skierowano go do walki z jugosłowiańską partyzantką komunistyczną. W 1943 r. jego dowództwo objął niemiecki oficer, a A. M. Siemionow wyjechał do Niemiec, aby uczestniczyć w formowaniu kolejnych ochotniczych oddziałów rosyjskich przeznaczonych do specjalnych celów.
Pod koniec 1944 r. batalion wycofał się na obszar Słowenii, gdzie nadal walczył przeciwko partyzantom. Po utworzeniu Komitetu Wyzwolenia Narodów Rosji (KONR) przez gen. Andrieja Własowa wszedł formalnie w skład Sił Zbrojnych KONR, chociaż faktycznie do końca wojny działał samodzielnie. W lutym 1945 r. oddział stacjonował w Lublanie. Otrzymał wówczas przydomek „Varjag” i został rozbudowany do wielkości pułku w sile ok. 2,5 tys. ludzi. Składał się wówczas z dwóch batalionów piechoty (jeden sformowany na obszarze Śląska), kompanii bezpieczeństwa, kompanii artylerii, plutonu przeciwpancernego i plutonu saperskiego Na jego czele ponownie stanął płk M. A. Siemionow; jego zastępcą i szefem sztabu był mjr M. G. Griniew, adiutantem – por. L. Kubik, zaś oficerem łącznikowym z oddziałami chorwackimi i kozackimi – A. I. Delianicz.
Dowództwo pułku utrzymywało kontakty z przedstawicielami rosyjskich organizacji emigranckich. Jednostka działała wespół ze słoweńskimi oddziałami kolaboracyjnymi gen. Leona Rupnika, Rosyjskim Korpusem Ochronnym i serbskimi czetnikami. Pod koniec wojny pułk formalnie wszedł w skład formowanej na obszarze Austrii przez gen. Antona W. Turkula kozackiej brygady kawalerii. Na pocz. maja 1945 r. poddał się Brytyjczykom. Rosjanie zostali przeniesieni do obozu jenieckiego w rejonie Tarentu w południowych Włoszech. Większość spośród nich została następnie wydana Sowietom, jedynie mała grupa, która w ostatnich dniach wojny działała oddzielnie, uratowała się.